# Weweler

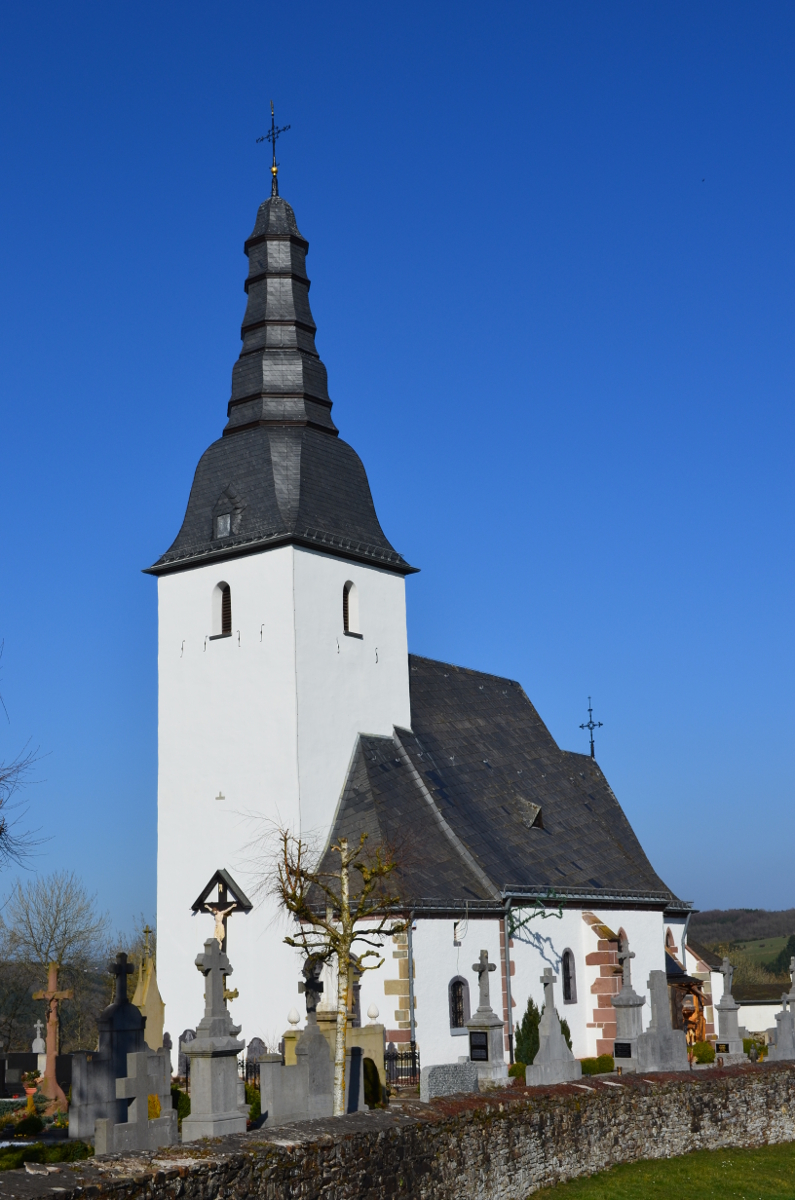
Weweler, Kapelle St. Hubertus inmitten des Kirchhofs

Weweler ist ein Dorf in der belgischen Eifel mit 84 Einwohnern, das zur Gemeinde Burg-Reuland in der Deutschsprachigen Gemeinschaft gehört.

## Lage
Weweler liegt auf einer Anhöhe im Ourtal unterhalb des 480 m hohen Ourberges. Hier fließt die Ulf in die Our.

## Geschichte
Erstmals urkundlich erwähnt wurde Weweler im Jahre 1313 als Wewilre. Heimatforscher gehen jedoch aufgrund entsprechender Funde davon aus, dass das Gebiet der Ortschaft schon zu Zeiten der Römer besiedelt war. Im Mittelalter lebten deutlich mehr Menschen in Weweler als heute. Für eine Zäsur sorgten die Kriegs- und Pestjahre des 17. Jahrhunderts. Wer in dieser Zeit nicht starb, wanderte aus, sodass Weweler im Jahre 1672 nur noch zwei bewohnte Häuser mit insgesamt 14 Bewohnern hatte, wie aus Aufzeichnungen des Pfarrers Mathäus Breitfeld hervorgeht.

## Sehenswürdigkeiten
- St. Hubertus-Kapelle: romanischer Turm aus dem 13. Jahrhundert mit mehrfach gestufter barocker Haube; das spätgotische Kirchenschiff und der Chor entstanden im 15. Jahrhundert